# Matavfall i Sverige

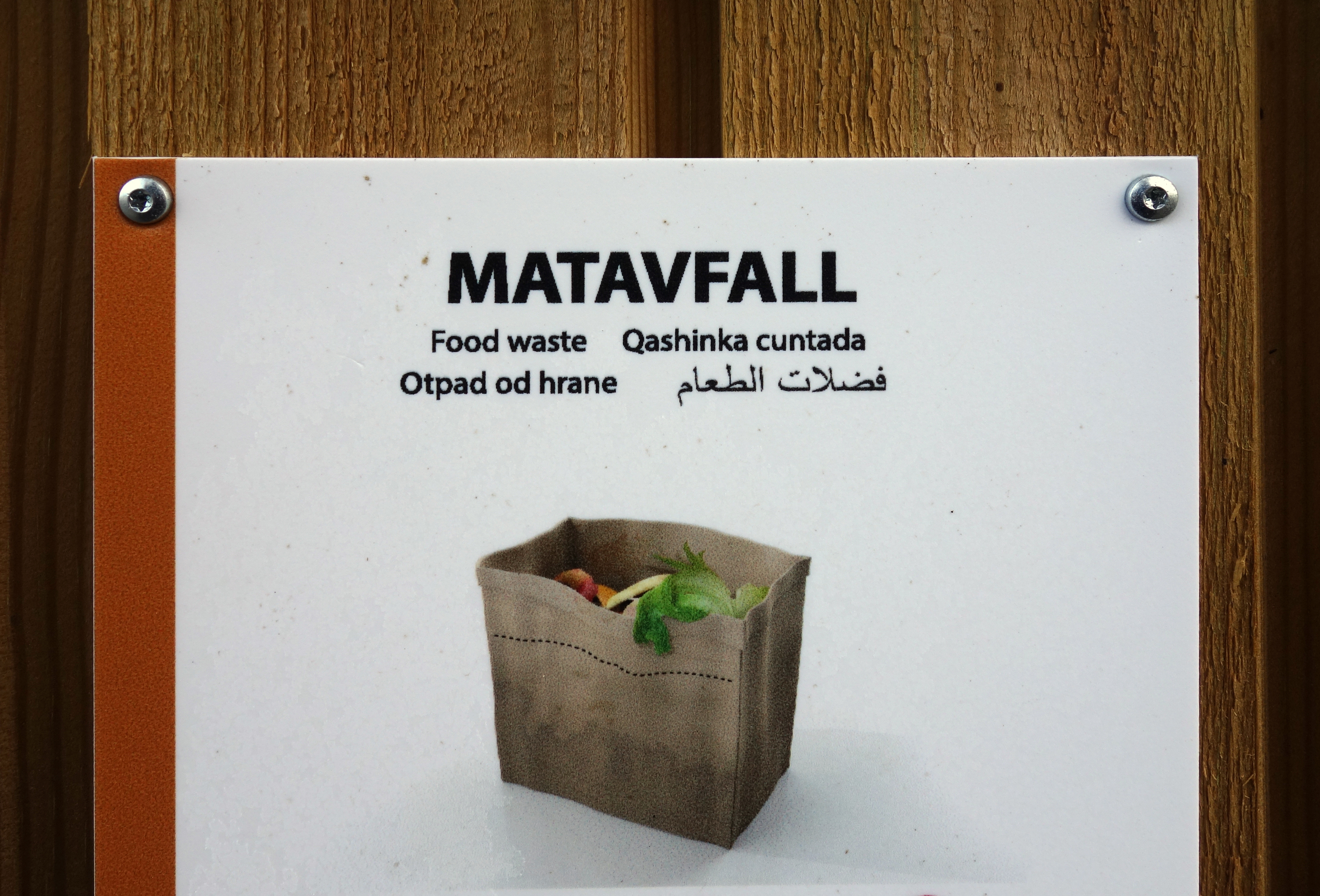
En skylt med ordet "matavfall" på fem språk.

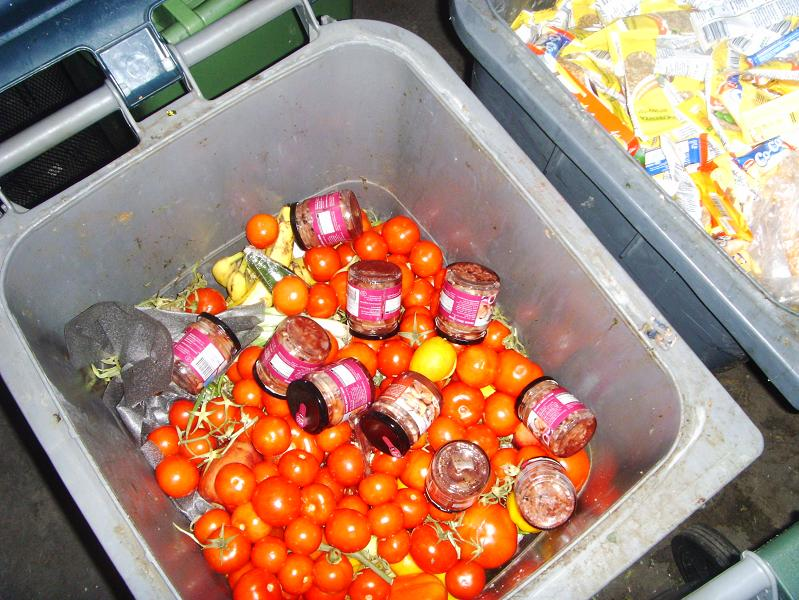
Matavfall.

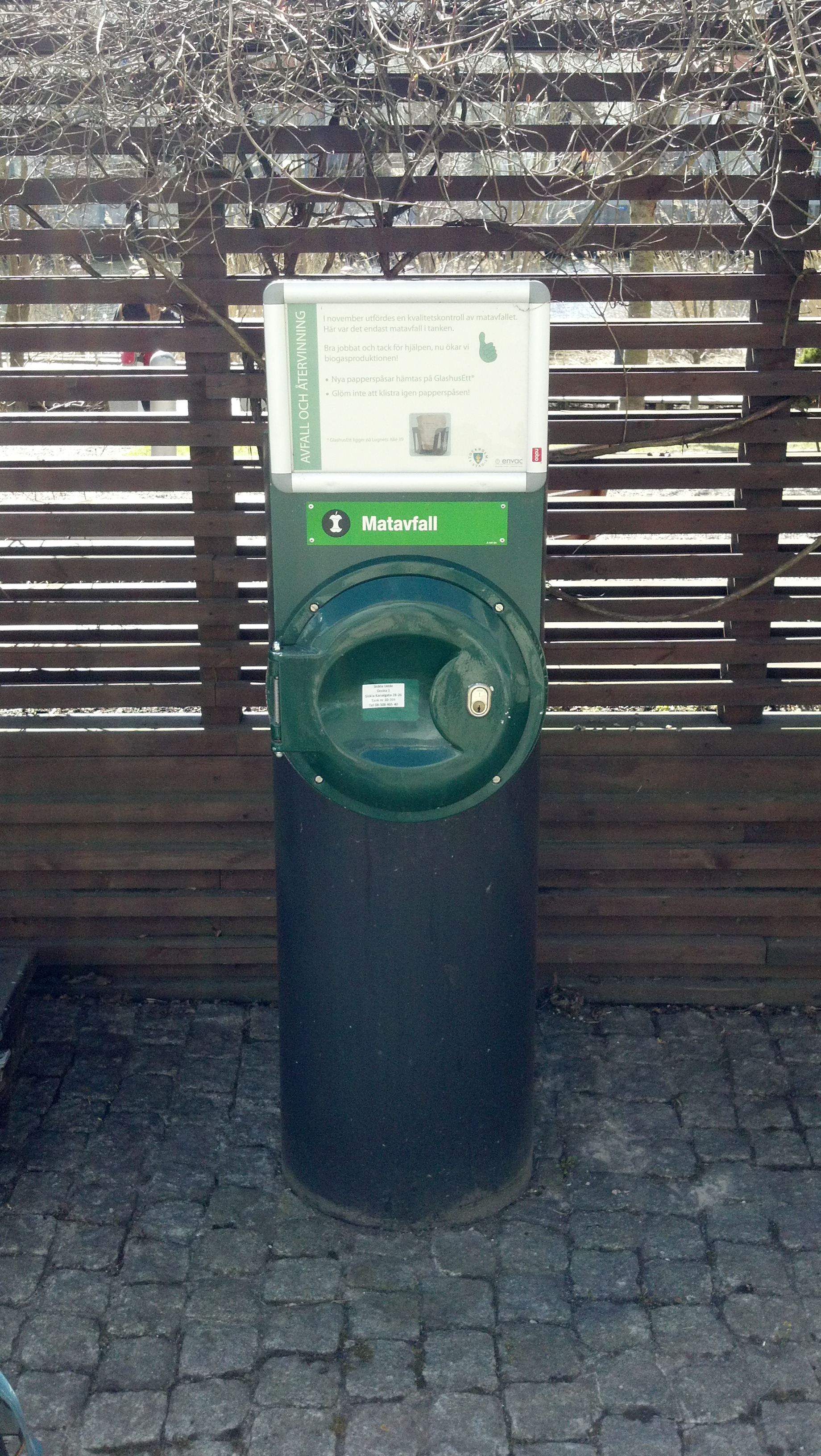
En insamlingsstation för matavfall i Hammarby sjöstad.

Matavfall i Sverige är mat som på olika sätt slängs i Sverige. Att definiera vad som avses med matavfall är inte lätt. I den svenska matavfallsstatistiken ingår matavfall som uppkommer från primärproduktion (jordbruk och fiske), livsmedelstillverkning, distribution samt konsumtion och tillagning i hushåll, storkök och restauranger. Den omfattar både matavfall som sorteras ut separat och matavfall som slängs i det blandade restavfallet (soppåsen). Även matavfall som hushållen häller ut via avloppet eller lägger på egna komposter (hemkompostering) ingår i statistiken.
Något som är försvårande är att göra skillnad på matavfall och biprodukter som inte ingår i matavfallsstatistiken. Biprodukter är restprodukter som uppkommer i samband med livsmedelstillverkning och används som till exempelvis djurfoder. I samband med livsmedelsproduktion uppkommer även avfall som inte utgör matavfall eftersom det inte är avsett som människoföda. Exempel på sådant som inte ingår i matavfallsstatistiken är fiskrens, tarminnehåll, fjädrar, drank, varmdruv och drav (de tre sista uppstår vid alkoholdryckstillverkning).
Inte heller inkluderas matavfall som finns kvar i förpackningar som lämnas till återvinning i matavfallsstatistiken. Dessutom ingår inte uppkommet matavfall från partihandel (grossister) för vilka det i dag inte finns en pålitlig mätmetod. Arbete pågår dock för att ta fram en ny metod för att kunna redovisa uppkomna matavfallsmängder både i detaljhandeln och grossistledet. Matavfall som hälls ut i avloppet från verksamheter såsom storkök, restauranger och livsmedelsbutiker inkluderas inte heller i statistiken.
Internationellt används delvis olika definitioner för matavfall och det pågår diskussioner om vad som ska klassas som matavfall och inte. Det kan göra att klassningar kan komma att ändras framöver och att det kan vara svårt att göra rättvisande internationella jämförelser.

## Miljöpåverkan
Livsmedelshanteringen bidrar till runt hälften av den totala övergödningen samt 20-25 procent av Sveriges totala klimatpåverkan. Livsmedelsproduktionen ger också upphov till spridning av gifter, t.ex. bekämpningsmedel, och livsmedelssektorn är dessutom en av de mest vattenkrävande sektorerna.
Om den mat som slängs i onödan istället skulle ätas upp skulle vi inte behöva producera lika mycket mat. Detta skulle i sin tur leda till minskad miljöpåverkan från livsmedelskedjan.

## Matsvinn
I matavfallet inkluderas både oundvikligt matavfall och onödigt matavfall (matsvinn). Matsvinn är mat som slängs trots att den hade kunnat ätas om den behandlats, förvarats eller tillagats på annat sätt. Exempel på matsvinn är matrester som inte äts upp, frukt och grönsaker som slängs för att de blivit skrumpna och mögliga samt oöppnade matförpackningar. En stor del av matsvinnet från hushållen (40 procent av matsvinnet i det utsorterade matavfallet, 35 procent av matavfallet som hamnar i restavfallet) består av frukt och grönsaker. Den näst vanligaste livsmedelskategorin är matrester. Även kött, fisk, skaldjur och ägg samt bröd och bakverk står för en stor del av matsvinnet.  Många konsumenter tror att livsmedlen är oätliga när bäst före-datum passerats och slänger därför fullt ätlig mat.
Matsvinn är slöseri både med resurser och pengar. En barnfamilj beräknas kunna spara minst 3000-6000 kronor om året på att minska sitt matsvinn.

## Behandling av insamlat matavfall
Om matavfall inte sorters separat utan hamnar i det blandade restavfallet (soppåsen) går det till energiåtervinning genom avfallsförbränning. Matavfall som sorteras separat samlas in för biologisk behandling. Den biologiska behandlingen av matavfall sker genom kompostering eller rötning. Vid kompostering tas växtnäringen tillvara medan energin avgår i form av värme. Vid rötning bryts det organiska matavfallet ner och under processen framställs biogas som sedan huvudsakligen används som fordonsgas. Rötresten som bildas kan utnyttjas som gödningsmedel (biogödsel). Detta innebär att både växtnäring och energi kan tas tillvara vid rötning.
Rötning sker i så kallade samrötningsanläggningar (biogasanläggningar) eller vid avloppsreningsverk. I kommuner som inte rötar sitt avfall sker komposteringen i regel centralt och storskaligt. En mindre mängd av matavfallet komposteras genom hemkompostering.
Återvinningsgraden för insamlat matavfall påverkas av hur det hanteras. I rapporten Förbättringsåtgärder för effektiv återvinning har en projektgrupp ledd av RISE identifierat var i systemet det uppstår förluster och hur man skulle kunna minska dem.

## Nationella mål
För att öka resurshushållningen i livsmedelskedjan har Regeringen fastställt ett etappmål för ökad insamling och biologisk behandling av matavfall. Målet innebär att senast 2018 ska minst 50 procent av matavfallet från hushåll, storkök, butiker och restauranger sorteras ut och rötas och/eller komposteras så att växtnäringen tas tillvara. Dessutom ska minst 40 procent av matavfallet rötas så att både växtnäring och energi tas till vara.

## Internationella mål
Ett matsvinnsmål ingår i FN:s 17 globala hållbarhetsmål som antogs av alla FN:s medlemsländer i september 2015. Under det globala hållbarhetsmålet om ansvarsfull konsumtion finns ett delmål som innebär att man mellan år 2015 och år 2030 ska halvera det globala matsvinnet per person i butik- och konsumentledet, och minska matsvinnet längs hela livsmedelskedjan, även förlusterna efter skörd.
Att minska matsvinnet ger ännu större effekt för att minska miljöpåverkan än behandling genom rötning. Genom att röta ett kilo matavfall får man en totalt sett minskad miljöpåverkan motsvarande 0,15 kilo koldioxidekvivalenter om gasen från rötning ersätter fossila fordonsbränslen. Klimatavtrycket för de flesta livsmedel är betydligt större än så.

## Historia
Förr slängdes allt avfall tillsammans på en deponi, vilket var ett extremt slöseri med användbart material. År 2016 behandlades 40 procent av det uppkomna matavfallet från konsumtionsledet biologiskt med tillvaratagande av näringsämnen varav 32 procent rötades med tillvaratagande av näringsämnen och energi.

## Upphov
Sammanlagt uppstod nästan 1,3 miljoner ton matavfall i Sverige 2016. Det motsvarar i genomsnitt 129 kilo matavfall per person. Mest matavfall, 75 procent av den totala mängden, uppstod i hushållen, följt av jordbruket, storköken och restaurangnäringen. Omkring 938 000 ton matavfall uppkom från de svenska hushållen 2016, vilket motsvarar 97 kilo per person och år eller ett kilo matavfall för en familj på fyra personer varje dag. Nästan hälften av det (45 kilo) är matsvinn, d.v.s. mat som hade kunnat ätas.